# Inori Minase
Inori Minase (水瀬 いのり Minase Inori?, Tokio, 2 de diciembre de 1995) es una seiyū y cantante japonesa. Es representada por Sony Music Artists, subsidiaria de Sony Music Entertainment Japan. Ella hizo su debut cantando en diciembre de 2015 bajo King Records. En marzo de 2016, ganó el plomo Premio a mejor actriz en la décima ceremonia de Seiyu Awards por sus papeles como Jun Naruse en la taquilla Kokoro ga Sakebitagatterunda y es Yuki Takeya del anime Gakkō Gurashi!.
Es conocida por darle voz a Ciel Kirahoshi/Kirarin en Kirakira PreCure a la Mode, Shoko Makinohara en Seishun Buta Yarou Wa Bunny Girl Senpai no Yume wo Minai, Gochūmon wa Usagi Desu ka? como Chino, Dungeon ni Deai o Motomeru no wa Machigatteiru Darō ka como Hestia, Re:Zero kara Hajimeru Isekai Seikatsu como Rem, Sora Yorimo Tōi Basho como Tamaki "Kimari" Mari, Go-Tōbun no Hanayome como Itsuki Nakano y Vanitas no Carte como Jeanne.

## Primeros años
Minase nació en Tokio el 2 de diciembre de 1995. Cuando era pequeña, admiraba a personajes de anime tales como Sailor Venus de Sailor Moon, Ran Mouri de Detective Conan  y a Haruhi Suzumiya.  Se dio cuenta por primera vez de que existía la actuación de voz cuando, después de ver una adaptación teatral de un anime, leyó el folleto de teatro y preguntó a sus padres sobre el nombre de una persona mencionada en él. Quería convertirse en actriz de doblaje desde los seis años, y en la escuela primaria mencionó la actuación de voz como su carrera deseada.
Minase se unió a los clubes de teatro y tenis de su escuela secundaria. Dejó el club de teatro porque le daba mucha vergüenza aparecer en el escenario. Por esa época, su madre encontró un anuncio en una revista para una audición de actuación de voz, que aprobó.

## Carrera
Minase hizo su debut como actriz de voz en 2010, prestando su voz al personaje Akari Okamoto en la serie de anime Occult Academy.  Luego prestó su voz a papeles menores en anime en la serie de 2013, Love Lab y la serie de anime de 2014, Aldnoah.Zero. Sus primeros papeles principales llegaron más tarde en 2014 como Mirai Nazukari en Locodol y Chino Kafū en Is the Order a Rabbit?, así como Jun Naruse en la película animada The Anthem of the Heart.  Minase y sus coprotagonistas de Is the Order a Rabbit? interpretaron las canciones «Daydream Café» y «Poppin Jump», que se utilizan como temas de apertura y cierre de la serie, respectivamente. 
En 2015, Minase prestó su voz a Hestia en la serie de anime Is It Wrong to Try to Pick Up Girls in a Dungeon?. También interpretó a Yuki Takeya en School-Live!,  Carol Malus Dienheim en Senki Zesshō Symphogear GX  y Nekone en Utawarerumono: Itsuwari no Kamen. Más tarde ese año, ganó el premio a la Mejor Actriz Principal en los 10º Premios Seiyu por sus papeles como Jun Naruse y Yuki Takeya. 
En 2016, prestó su voz a Rem en Re:Zero kara Hajimeru Isekai Seikatsu y también interpretó la canción insertada "Wishing", que se usó en el episodio dieciocho de la serie. También interpretó a Shamille Kitra Katvarnmaninik en Nejimaki Seirei Senki: Tenkyō no Alderamin, Fuuka Reventon en ViVid Strike!, Mana Asuha en Luck & Logic y Akane Segawa en And you thought there is never a girl online?. En 2017, prestó su voz a Meteora Österreich en Re:Creators, Tapris Sugarbell Chisaki en Gabriel DropOut, Chizuru Takano en Tsurezure Children  y Yoshino Koiwai en Masamune-kun no Revenge.  En 2018, prestó su voz a Mari Tamaki en Sora Yorimo Tōi Basho, y con sus coprotagonistas interpretó el tema de cierre de la serie "Koko Kara, Koko Kara".

## Filmografía

### Anime
Principales roles en negrita.
2010
- Seikimatsu Occult Gakuin, como Akari Okamoto

2011
- Uta no Prince-sama - Maji Love 1000%, como estudiante de secundaria (mujer)

2012
- Senki Zesshō Symphogear, como investigador B, trio de colegialas #3
- Papa no Iukoto o Kikinasai!, como encargado del jardín de infantes.
- Nukko, como Sumire Ichijō
- Smile PreCure!, como Junko Kitaoka

2013
- Uta no Prince-sama - Maji Love 2000%, como niña, chica A, Cecil Aijima (niño)
- Super Seishun Brothers, como Shiyo Kohara
- Love Lab, como Suzune Tanahashi[4]

2014
- Aldnoah.Zero, como Eddelrittuo[5]
- Atelier Escha & Logy: Alchemists of the Dusk Sky, chica (ep 12)
- Black Bullet, como Asaka Mibu
- Futsuu no Joshikousei ga "Locodol" Yatte Mita, como Mirai Nazukari[6]
- Gochūmon wa Usagi Desu ka?, como Chino Kafū[7]
- Nobunaga the Fool, como Chibihane, Toku
- Robot Girls Z, como Gre-chan/Great Mazinger[8]
- Shigatsu wa Kimi no Uso, como Koharu Seto
- Sora no Method, como Noel[9]
- Sugar Soldier, como Makoto Kisaragi

2015
- Aldnoah.Zero Part 2, como Eddelrittuo
- Hidan no Aria AA, como Nonoka Mamiya
- Comet Lucifer, como Mo Litika Sheshes Ura[10]
- Dungeon ni Deai o Motomeru no wa Machigatteiru Darō ka, como Hestia[11]
- Gochūmon wa Usagi Desu ka??, como Chino Kafū
- Jitsu wa Watashi wa, como Nagisa Aizawa[12]
- Miritari!, como Sargento Shachirof[13]
- Gakkō Gurashi!, como Yuki Takeya[14]
- Shigatsu wa Kimi no Uso, como Koharu Seto
- Senki Zesshō Symphogear GX, como Carol Malus Dienheim
- Utawarerumono: Itsuwari no Kamen, como Nekone[15]

2016
- Nejimaki Seirei Senki: Tenkyō no Alderamin, como Shamille Kitra Katvarnmaninika
- Danganronpa 3: The End of Kibōgamine Gakuen Mirai-hen, como Ruruka Andō
- Digimon Universe: Appli Monsters, como Hajime Katsura, Mashiro Arisu
- Divine Gate, como Shakespeare
- Heavy Object, como  Orihime
- Luck & Logic, como Mana Asuha[16]
- Netoge no Yome wa Onna no Ko Janai to Omotta?, como Akane Segawa/Schwein
- Nobunaga no Shinobi, como Chidori
- Akagami no Shirayuki-hime Season 2, como Rona Shenazard
- Ragnastrike Angels, como Moka Mihime
- Re:Zero kara Hajimeru Isekai Seikatsu, como Rem
- Mahō Shōjo Ikusei Keikaku, como Swim Swim

2017
- Gabriel DropOut, como Tapris Sugarbell Chisaki
- Masamune-kun no Revenge, como Yoshino Koiwai[17]
- Re:CREATORS, como Meteora Österreich
- Sakura Quest, como Moe Sawano
- Shūmatsu Nani Shitemasu ka? Isogashii Desu ka? Sukutte Moratte Ii Desu ka?, como Nopht Keh Ignareo
- Dungeon ni Deai wo Motomeru no wa Machigatteiru Darō ka Gaiden: Sword Oratoria, como Hestia
- Kirakira PreCure a la Mode, como Ciel Kirahoshi/Cure Parfait/Kirarin
- Tsurezure Children, como Chizuru Takano
- Nobunaga no Shinobi: Ise Kanegasaki-hen, como Chidori
- Animegataris, como Asagaya Maaya
- Kino no Tabi -the Beautiful World-, como Photo
- Shōjo Shūmatsu Ryokō, como Chito
- Himouto! Umaru-chan R, como Hikari Kongō

2018
- Tada-kun wa Koi wo Shinai , como Tada Yui
- Merc Storia: Mukiryoku no Shounen to Bin no Naka no Shoujo, como Merc
- Seishun Buta Yarou wa Bunny Girl Senpai no Yume wo Minai, como Shoko Makinohara
- Lupin III: part V como Ami Enan
- Sora Yorimo Tōi Basho como Mari Tamaki/ Kimari

2019
- Dungeon ni Deai wo Motomeru no wa Machigatteiru Darō ka Gaiden: Sword Oratoria, Segunda Temporada,  como Hestia
- Go-Tōbun no Hanayome, como Itsuki Nakano
- Kanata no Astra como Aries Spring
- The Case Files of Lord El-Melloi II: Rail Zeppelin Grace Note como Reines El-Melloi Archisorte

2020
- Somali to Mori no Kamisama, como Somali
- Otome Game no Hametsu Flag Shika Nai Akuyaku Reijō ni Tensei Shiteshimatta..., como Sophia Ascart
- Maōjō de Oyasumi, como Princesa Syalis[18][19]

2021
- Go-Toubun no Hanayome como Itsuki Nakano
- Osananajimi ga Zettai ni Makenai Love Comedy como Kuroha Shida[20]
- Genjitsushugi Yūsha no Ōkoku Saikenki como Liscia Elfrieden
- Vanitas no Carte como Jeanne

2022
- Aharen-san wa Hakarenai como Reina Aharen
- Heroine Tarumono! como Hiyori Suzumi
- Kage no Jitsuryokusha ni Naritakute! como Beta
- Detective Conan: The Culprit Hanzawa como Pometarō

2023
- Spy Kyōshitsu como Erna
- Dead Mount Death Play como Misaki Sakimiya
- Yamada-kun to Lv999 no Koi wo Suru como Akane Kinoshita
- Ragna Crimson como Leonica

2024
- Urusei Yatsura como Karula

### Especiales
2016
- Nobunaga no Shinobi Episode 0, como Chidori

### OVA
2014
- Suisei no Gargantia ~Meguru Kōro, Haruka~, como Reema[21]

2015
- Futsū no Joshikōsei ga Locodol Yattemita, como Mirai Nazukari

### ONA
2015
- Robot Girls Z+, como Gre-chan/Great Mazinger

2019
- Saint Seiya: Saintia Sho, como Saori Kido/Athena

### Películas
2015
- Anata o Zutto Aishiteru, como Mesomeso
- Animegatari, como Maya
- Kokoro ga Sakebitagatterunda, como Jun Naruse[22]

2019
- Is It Wrong to Try to Pick Up Girls in a Dungeon?: Arrow of the Orion, como Hestia
- Seishun Buta Yarō wa Yumemiru Shōjo no Yume wo Minai, como Makinohara Shoko

2020
- Made in Abyss Movie 3: Fukaki Tamashii no Reimei, como Prushka

2021
- Sword Art Online Progressive: Aria of a Starless Night, como Mito

2022
- Go-Tōbun no Hanayome the Movie, como Itsuki Nakano

### Videojuegos
2012
- Ciel Nosurge, como Casty Riernoit

2013
- Xblaze Code: Embryo, como Mei Amanohokosakaa
- BlazBlue: Chrono Phantasma, como Mei Amanohokosaka

2014
- Ar Nosurge, como Casty Riernoit
- Omega Quintet, como Nene[23]
- Chaos;Child, como Uki Yamazoe
- 82H Blossom, como Haruna Maeda
- Tokyo 7th Sisters, como Coney Rokusaki, Nicole Nanasaki
- Robot Girls Z Online, como Gre-chan/Great Mazinger

2015
- Tokyo Mirage Sessions ♯FE, como Tsubasa Oribe[24]
- Utawarerumono: Itsuwari no Kamen, como Nekone[15]

2016
- Gochūmon wa Usagi desu ka?? Wonderful Party!, como Chino Kafū
- Shironeko Project, como Noa, Mel.
- Girls X Battle, como Smartie, Maidam, Phoenix, Wandy, Camila.

2017
•  Xenoblade Chronicles 2, como Kasandra (Kasane) 
2019
- Fate/Grand Order, como Reines El-Melloi Archisorte
- Punishingː Gray Raven, como No.21

2021
- Magia Record, como Mistune Miwa

2023
- Genshin Impact, como Furina/Foçalors

### TV drama
2013
- Amachan, como Rina Narita

2015
- Ano Hi Mita Hana no Namae o Bokutachi wa Mada Shiranai., como camarera

## Discografía

### Albums
| #   | Release Date        | Title              | Album details                                               | Peak chart |
| --- | ------------------- | ------------------ | ----------------------------------------------------------- | ---------- |
| 1st | 5 de abril de 2017  | Innocent Flower    | - Label: King (KICS-93477, KICS-3477) - Formats: CD, CD+DVD | 3          |
| 2nd | 23 de mayo de 2018  | Blue Compass       | - Label: King (KICS-93710, KICS-3710) - Formats: CD, CD+DVD | 7          |
| 3rd | 10 de abril de 2019 | Catch the Rainbow! | - Label: King (KICS-93785, KICS-3785) - Formats: CD, CD+DVD | 6          |
| 4th | 20 de julio de 2022 | glow               | - Label: King (KICS-94059, KICS-4059) - Formats: CD, CD+BD  | 4          |

### Singles
| 1st  | 2 de diciembre de 2015   | Yume no Tsubomi (夢のつぼみ?) | KICM-1641 |  | Innocent Flower                              |                                                              |
| 2nd  | 13 de abril de 2016      | Harmony Ribbon                | KICM-1662 |  | Innocent Flower                              |                                                              |
| 3rd  | 9 de noviembre de 2016   | Starry Wish                   | KICM-1726 |  | Innocent Flower                              | ViVid Strike! Ending Theme                                   |
| 4th  | 9 de agosto de 2017      | Aimaimoko (アイマイモコ?)     | KICM-1783 |  | Blue Compass                                 | Tsurezure Children Opening Theme                             |
| 5th  | 29 de noviembre de 2017  | Ready Steady Go!              | KICM-1817 |  | Blue Compass                                 |                                                              |
| 6th  | 17 de octubre de 2018    | Trust in Eternity             | KICM-1890 |  | Catch the Rainbow!                           | Gestalt Odin Theme Song                                      |
| 7th  | 23 de enero de 2019      | Wonder Caravan!               | KICM-1914 |  | Catch the Rainbow!                           | Endro! Ending Theme                                          |
| 8th  | 5 de febrero de 2020     | Kokoro Somari (ココロソマリ?) | KICM-2029 |  | Glow                                         | Somali and the Forest Spirit Ending Theme                    |
| 9th  | 2 de diciembre de 2020   | Starlight Museum              | KICM-2065 |  | Glow                                         | Monthly opening song for December 2020 for the TV program ja |
| 10th | 21 de julio de 2021      | Hello Horizon                 | KICM-2092 |  | Glow                                         | How a Realist Hero Rebuilt the Kingdom Opening Theme         |
| 11th | 19 de abril de 2023      | Iolite (アイオライト?)        | KICM-2128 |  |                                              | Dead Mount Death Play (Part 1) Ending Theme                  |
| 12th | 13 de septiembre de 2023 | SCRAP ART (スクラップアート?) | KICM-2138 |  | Dead Mount Death Play (Part 2) Opening Theme |                                                              |

### Video releases
| #                | Release date          | Title                                            | Album details                         | Peak Oricon chart positions |
| ---------------- | --------------------- | ------------------------------------------------ | ------------------------------------- | --------------------------- |
| 1st live Blu-ray | 4 de abril de 2018    | Inori Minase 1st Live: Ready Steady Go!          | - Label: King (KIXM-315) - Format: BD | 6                           |
| 2nd live Blu-ray | 17 de octubre de 2018 | Inori Minase Live Tour 2018: Blue Compass        | - Label: King (KIXM-340) - Format: BD | 3                           |
| 1st music clips  | 26 de junio de 2019   | Inori Minase Music Clip Box                      | - Label: King (KIXM-379) - Format: BD | 4                           |
| 3rd live Blu-ray | 23 de octubre de 2019 | Inori Minase Live Tour: Catch the Rainbow!       | - Label: King (KIXM-398) - Format: BD | 4                           |
| 4th live Blu-ray | 24 de marzo de 2021   | Inori Minase 5th Anniversary Live: Starry Wishes | - Label: King (KIXM-449) - Format: BD | 6                           |
| 5th live Blu-ray | 23 de febrero de 2022 | Inori Minase Live Tour: Hello Horizon            | - Label: King (KIXM-493) - Format: BD | 5                           |
| 6th live Blu-ray | 19 de abril de 2023   | Inori Minase Live Tour: glow                     | - Label: King (KIXM-536) - Format: BD | 3                           |